# Gudele (gmina)
Gudele – dawna gmina wiejska istniejąca na przełomie XIX i XX wieku w guberni suwalskiej. Siedzibą władz gminy były Gudele (lit. Gudeliai), a następnie Dębowa Buda.
Za Królestwa Polskiego gmina Gudele należała do powiatu mariampolskiego w guberni suwalskiej (od 1867).
Gmina obejmowała miejscowości: Bałtroliszki, Bierzyniszki, Blindziekopce, Bogatyszki, Borowszczyzna, Borsukinie, Bubantyszki, Budka, Budwieście, Cyporpiewie, Cisowo, Czarne Budy, Dębowa Buda, Gałginiszki, Garaukaze, Garanczyszki, Giniszki, Grygaluny, Gudele, Gulany, Gustajcie, Kajmnie, Kampinie, Kiekieryszki, Kliniszki, Krasztaliszki, Kuje, Kupry, Kwietyszki, Laskowo, Linmorgi, Ludwipol, Markowiszki, Miezuryszki, Mieszkinie, Mikołajewo (wieś), Mikołajewo (folwark), Naudzie, Olksniszki, Piętupie, Pińczyszki, Pogiwiszki, Pobielkiemie, Poskosłupie, Poszeksztupie, Powiernoń (wieś), Powiernoń (folwark), Powobelkiemie, Przybudek, Rekowiszki, Rogowo, Rzym, Serbientyszki, Skierdupie, Subaczyszki, Sulima Buda, Tarputyszki, Wandrynie, Wasilewszczyzna, Wysoka Ruda, Zaoryszki Małe i Żydowiszki.
Po odzyskaniu niepodległości przez Polskę i Litwę powiat mariampolski na podstawie umowy suwalskiej wszedł 10 października 1920 w skład Litwy.